# أشفورد (ويسكونسن)
أشفورد (بالإنجليزية: Ashford, Wisconsin)‏ هي بلدة تقع بولاية ويسكونسن في الولايات المتحدة. تبلغ مساحتها 92.8 (كم²)، وترتفع عن سطح البحر 309 م، بلغ عدد سكانها 1773 نسمة في عام 2000 حسب إحصاء مكتب تعداد الولايات المتحدة وتصل الكثافة السكانية فيها 19.1 نسمة/كم2.

## وصلات خارجية
- http://www.townofashford.com
- The US50 - Cities and Towns in Wisconsin State
- Wisconsin Cities and Towns, Facts, Map, Flag, Colleges, Government, and More